# Mięsień prosty boczny

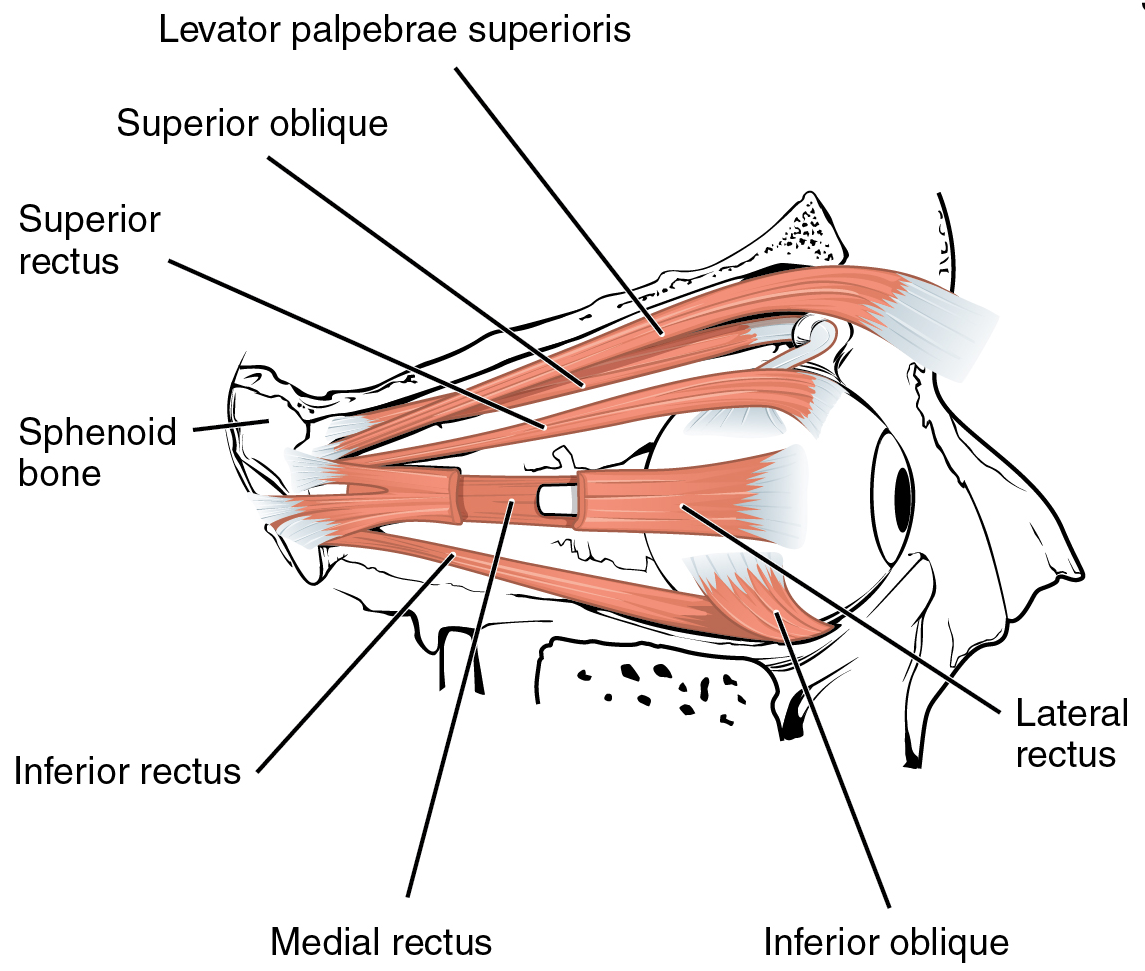
Mięśnie otaczające gałkę oczną (prawe oko). Mięsień prosty boczny podpisany Lateral rectus

Mięsień prosty boczny (łac. musculus rectus lateralis) – w anatomii człowieka jeden z mięśni zewnętrznych gałki ocznej. Rozpoczyna się w pierścieniu ścięgnistym wspólnym dwoma ścięgnami po obu stronach części przyśrodkowej szczeliny oczodołowej górnej, po czym biegnie wzdłuż bocznej ściany oczodołu, a następnie przyczepia się do twardówki przed równikiem gałki ocznej, 7 mm od rogówki.
Mięsień prosty boczny unerwiony jest przez nerw odwodzący, który jest VI nerwem czaszkowym, a unaczyniony przez gałęzie mięśniowe tętnicy ocznej.
Obraca biegun gałki ocznej bocznie (odwodzi). Działa w tym ruchu przeciwnie do mięśnia prostego przyśrodkowego.